# Свети Бартул
Свети Бартул (до 1991. године Вицани) је насељено место у саставу општине Раша у Истарској жупанији, Хрватска. До територијалне реорганизације у Хрватској налазио се у саставу старе општине Лабин.

## Становништво
На попису становништва 2011. године, Свети Бартул је имао 227 становника.

## Попис1991.
На попису становништва 1991. године, насељено место Вицани је имало 255 становника, следећег националног састава:
| Попис 1991.‍  | Попис 1991.‍  | Попис 1991.‍ | Попис 1991.‍ | Попис 1991.‍ |
| ------------ | ------------ | ----------- | ----------- | ----------- |
|              |              |             |             |             |
| Хрвати       | Хрвати       |             | 68          | 26,66%      |
| Срби         | Срби         |             | 5           | 1,96%       |
| Југословени  | Југословени  |             | 2           | 0,78%       |
| Муслимани    | Муслимани    |             | 2           | 0,78%       |
| Италијани    | Италијани    |             | 1           | 0,39%       |
| остали       | остали       |             | 1           | 0,39%       |
| неопредељени | неопредељени |             | 6           | 2,35%       |
| регион. опр. | регион. опр. |             | 161         | 63,13%      |
| непознато    | непознато    |             | 9           | 3,52%       |
| укупно: 255  |              |             |             |             |